# Stortjärnen (Åsarne socken, Jämtland, 696577-139731)
Stortjärnen är en sjö i Bergs kommun i Jämtland och ingår i Ljungans huvudavrinningsområde. Sjön har en area på 0,548 kvadratkilometer och ligger 477,2 meter över havet. Sjön avvattnas av vattendraget Arån.

## Delavrinningsområde
Stortjärnen ingår i det delavrinningsområde (696620-139681) som SMHI kallar för Utloppet av Stortjärnen. Medelhöjden är 512 meter över havet och ytan är 4,28 kvadratkilometer. Räknas de 38 avrinningsområdena uppströms in blir den ackumulerade arean 293,97 kvadratkilometer. Arån som avvattnar avrinningsområdet har biflödesordning 2, vilket innebär att vattnet flödar genom totalt 2 vattendrag innan det når havet efter 273 kilometer. Avrinningsområdet består mestadels av skog (85 procent). Avrinningsområdet har 0,54 kvadratkilometer vattenytor vilket ger det en sjöprocent på 12,7 procent.